# Painkiller (videojuego)
Painkiller es un videojuego de disparos en primera persona con ciertas similitudes con Quake, Blood y Doom, en que aparte de un cuidado argumento, lo que realmente destaca es su acción frenética que consiste en eliminar hordas de enemigos que se abalanzan inteligentemente sobre el jugador.
Desde su presentación en 2004, Painkiller ha recibido varios premios, entre ellos el galardón al Mejor Juego del Año otorgado por la publicación Computing Gaming World, y se ha convertido en un referente en el género de acción 3D, dado su frenético ritmo de juego, su conseguida ambientación y calidad gráfica y su amplia comunidad de seguidores en línea.

## Argumento
Encarnas a Daniel Garner, un hombre casado que ha sufrido un horrible accidente junto a su mujer al chocar contra un camión en la carretera. Al morir, en vez de ser enviado al cielo junto a su mujer, ha sido enviado al Purgatorio. Un agente de Dios le informa de que debe matar a los 4 lugartenientes de Lucifer. Solo así podrá ir al cielo con su mujer.
En el camino le ayudará la misteriosa Eva, que guiará a nuestro personaje por el ancho mundo de Painkiller para llegar hasta la entrada del mismísimo Infierno.

## Armas
En el juego podrás manejar distintos tipos de armas, desde cuchillas hasta ametralladoras. Según los enemigos que te encuentres por el camino, unas armas serán buenas contra unos y otras inútiles contra otros. Las armas van organizadas de dos en dos. Son las siguientes:
- Pain/Killer: es el arma primaria del juego. El Pain consiste en unas cuchillas giratorias que, al acercarse al enemigo, lo despedazan al instante. El Killer consiste en un cañón que lanza una especie de rayo con retroceso, que al impactar al enemigo, lo quema y se desintegra. Además, al combinar estas armas, la cuchilla se separará del cañón a gran velocidad y atravesará a los enemigos que se crucen en su camino.

- Escopeta/Congelador: es el arma que más se utiliza en el juego, dada su potencia de fuego y que utiliza la munición más frecuente de encontrar. La escopeta es una de las armas más típicas en los FPS. El Congelador es un cañón auxiliar de la escopeta que paraliza a los enemigos actuando como tal, por un periodo muy corto. Los vuelve quebradizos y fáciles de reventar.

- Lanza-estacas/Lanza-granadas: es un arma muy potente contra enemigos con poca armadura. Consiste en una especie de ballesta que lanza estacas propulsadas por vapor, empalando a los enemigos de un solo golpe. El problema de esta arma es que tarda tiempo en recargarse. El Lanza-granadas tiene la función auxiliar de proyectar bombas de gran calibre que rebotan en el suelo, dando pequeños saltos. Son muy buenas contra masas de enemigos apretujados. Se puede combinar ambos disparos, primero lanzando una granada, y después alinearla con la estaca, para que llegue a sitios más lejanos.

- Lanza-shurikens/Electrocutador: es un arma de disparo rápido, muy efectiva contra la mayoría de enemigos. El Lanza-shurikens arroja estrellas ninja muy rápidamente contra los enemigos. El Electrocutador proyecta un potente rayo que paraliza a los enemigos y los mata al instante. La munición de esta arma se gasta muy rápidamente. Además, al igual que la Pain/Killer, se pueden combinar las dos armas para poder lanzar una estrella electrificada que se clava en el cuerpo del enemigo y lo paraliza hasta matarlo.

- Lanza-cohetes/Ametralladora: es el arma más potente del juego, ya que sus ataques son devastadores. El Lanza-cohetes arroja proyectiles muy destructivos, y es útil contra los enemigos más fuertes del juego. La ametralladora lanza ráfagas de balas de gran calibre, que recuerda a la Minigun de Doom. Sus balas son muy efectivas contra enemigos poderosos como los jefes finales. Se trata de una potentísima arma para cortas distancias.

- Lanza-hierros/Brasero: es un arma increíblemente potente en largo alcance y capaz de destruir a todo demonio que se ponga por medio. Con cada disparo, el Lanza-hierros arroja cinco hierros afiladísimos, perfectos para ataques de medio y largo alcance. En este tipo de ataque se puede activar el modo francotirador para disparar a grandes distancias. Con cada disparo, el Brasero expulsa 10 bombas de alta velocidad y de efecto retardado, perfectas para despejar cualquier recinto. Dado que la potencia del arma es altísima, la munición se consume muy rápidamente.

- Fusil/Lanzallamas: es un arma potente para corto y medio alcance. El primer modo de disparo se trata de ráfagas cortas de balas, capaces de acabar con demonios carne de cañón, y de mayor categoría, en muy poco tiempo. El segundo modo, como bien se intuye, escupe llamaradas a corta distancia, que dañan a los enemigos con el paso del tiempo. Al combinar el segundo modo con el primero, puedes lanzar una bombona de gas que, al reventar, hace un inmenso daño en área, matando casi instantáneamente a los enemigos a su alrededor, y destrozando todo a su alcance.

## Ítems
A lo largo del juego, podrás obtener distintos ítems que te ayudarán a afrontar cada nivel. Aparte de los variados tipos de munición para cada arma -de las explicadas en el apartado anterior-, encontraremos los siguientes:
Alma: regenera la salud del jugador. Hay varias clases de alma según sus colores: 
- Verde: regenera 1 punto de salud. Aparece una por cada demonio que muere.
- Dorada: regenera 25 puntos de salud. Este tipo de alma se suele encontrar en algunos puntos de los escenarios, habitualmente escondida.
- Roja: regenera 5 puntos de salud. Aparece tras matar a demonios más fuertes.
- Roja y verde: otorga 100 puntos extra de salud. Este tipo de alma se suele encontrar siempre escondida.

Armadura: otorga protección al jugador para reducir el daño recibido. Se pueden distinguir 3 tipos:
- Armadura de hierro: la más común y débil de todas. Otorga 100 puntos de armadura y reduce el daño recibido aproximadamente en un 50%.
- Armadura plateada: un término medio. Otorga 150 puntos de armadura y reduce el daño recibido en un 20-30%.
- Armadura dorada: la mejor de las tres. Otorga 200 puntos de armadura y reduce el daño recibido entre un 70-80%.

Dinero: se encuentra en todos los niveles del juego y habitualmente se obtiene rompiendo objetos o también saqueando enemigos. Nos encontraremos diversos objetos, cada uno con un valor diferente: monedas de oro (en su mayoría), cálices, crucifijos dorados, etc. La finalidad del dinero obtenido es poder comprar las cartas del Tarot Negro que se van desbloqueando.
Objetos sagrados: normalmente son cálices o crucifijos dorados que tienen un valor económico. Suelen encontrarse en las zonas secretas.

## Power-ups
Rabia: un ítem con aspecto de calavera que aparece envuelto en un aura brillante. Al poseerlo, el daño que el jugador inflige a los enemigos se multiplica por 4, causando que la gran mayoría de enemigos muera de un solo disparo.
Modo demoníaco: se trata de un estado transitorio del personaje que, a diferencia de los power-ups convencionales, se activa pasivamente al recolectar 66 almas. En ese momento, el personaje se transforma en demonio por un breve periodo de tiempo, con la capacidad de moverse con mucha rapidez, visualizar a los enemigos fácilmente y destruirlos de un solo disparo.
Tarot Negro: consiste en un juego de cartas, doradas y plateadas, que podemos usar en los distintos niveles del juego. Su uso consta de dos posibilidades:
- Cartas doradas: se pueden usar una vez en cada nivel por un tiempo de 30 segundos. Los efectos que desatan dependen de la carta o cartas que escojamos, pudiéndose combinar un máximo de 3 cartas.
- Cartas plateadas: se activan de forma pasiva al iniciar cada nivel y sus efectos perduran durante todo el tiempo de juego. Los efectos que desatan son variopintos, desde empezar con mayor nivel de salud hasta poder usar varias veces las cartas doradas. Solo se pueden combinar un máximo de 2 cartas.

## Niveles
El juego está organizado por capítulos, cada uno de ellos con varios niveles inicialmente bloqueados. Al final de cada nivel aparece una luz blanca muy intensa donde el personaje debe introducirse para abandonar el escenario. En ese momento, aparecen los resultados de las batallas que se han llevado a cabo en el nivel, desbloqueándose el siguiente.
Al finalizar los capítulos, te enfrentas al respectivo jefe final. En el juego hay un total de 5 jefes:
- Necrogigante: es el primer jefe. Aparece en el nivel denominado "Enclave" (capítulo 1, nivel 5). Destacar que en este primer capítulo también existe un mini-jefe al final del nivel conocido como "Catacumbas".
- El monstruo del pantano: aparece en el segundo capítulo, en el nivel 6 denominado "Pantano".
- El guardián: jefe del tercer capítulo, en el nivel 4 llamado "Ruinas".
- Alastor: es el lugarteniente de Lucifer, y penúltimo jefe. Luchas contra él en el cuarto capítulo, nivel 5.
- Lucifer: el jefe final del juego. Aparece en el nivel 4 del quinto capítulo. A diferencia de los jefes anteriores, tan solo para poder visualizarlo necesitarás acceder al modo demoníaco en sucesivas ocasiones.